# Giuseppe Di Capua
Giuseppe Di Capua (født 15. marts 1958 i Salerno) er en italiensk tidligere roer og dobbelt olympisk guldvinder.
Di Capua var styrmand og sad i toer med styrmand sammen med brødrene Giuseppe og Carmine Abbagnale stort set gennem hele sin karriere. I første omgang var  Antonio Dell'aquila roer sammen med Giuseppe Abbagnale, da de blev nummer to ved U/23-VM i toer med styrmand i 1979. Denne besætning deltog ved OL 1980 i Moskva, hvor de efter tredjepladser i indledende heat og opsamlingsheatet kom i B-finalen, som de vandt og dermed blev samlet nummer syv. Fra 1981 var Dell'aquila udskiftet med Giuseppe Abbagnales lillebror, Carmine, og det blev begyndelsen til en særdeles succesfuld karriere for brødrene og Di Capua. De fulgte i første omgang med at blive U/23-verdensmestre i 1981 samt senior-verdensmestre samme år, hvilket de gentog i 1982, mens det blev til VM-bronze i 1983. Desuden var Di Capua styrmand i otteren, der ligeledes vandt VM-guld i 1982.
Toere med styrmand vandt sikkert guld ved OL 1984 i Los Angeles, idet de i finalen var over fem sekunder foran den rumænske båd på andenpladsen og næsten syv sekunder foran USA på tredjepladsen.
De tre italienere blev verdensmestre igen i 1985, nummer to ved VM i 1986 samt verdensmestre igen i 1987. 
Derfor var de favoritter ved OL 1988 i Seoul, og de levede op til forventningerne ved at vinde alle deres tre starter. I finalen vandt de næsten to sekunder foran Østtyskland, der blev nummer to, mens Storbritannien sikrede sig bronze.
Med de næste tre verdensmesterskaber nåede de tre italienere op på syv VM-titler. De var derfor favoritter til at vinde deres tredje OL-guld i 1992 i Barcelona, og de vandt da også planmæssigt deres indledende heat og semifinale. I finalen lagde de stærkt ud og sikrede sig et stort forspring, men på de sidste 500 meter halede briterne ind på dem og endte med at vinde inden for de sidste 25 åretag, så de italienske favoritter måtte tage til takke med sølvmedaljerne, mens rumænerne vandt bronze.
Ved VM i 1993 vandt de sølv, hvorpå Di Capua i båden som styrmand for at fortsætte i otteren et par sæsoner. Mange år senere tog han karrieren op igen, da han i 2013 var styrmand i en mixed firer med styrmand. Denne båd vandt VM-sølv samme år og -bronze det følgende år. Han var også med i en mixed firer med styrmand ved paralympiske lege 2016 i Rio de Janeiro. Hans sidste internationale konkurrence var et World Cup-løb i den miksede firer med styrmand i 2018, hvor han var fyldt 60 år.

## OL-medaljer
- 1984:  Guld i toer med styrmand
- 1988:  Guld i toer med styrmand
- 1992:  Sølv i toer med styrmand